# UCI Coupe des Nations Femmes Juniors 2018
Navigation
Édition précédente Édition suivante
L'UCI Coupe des Nations Femmes Juniors 2018 est la troisième édition de l'UCI Coupe des Nations Femmes Juniors. Elle est réservée aux cyclistes de sélections nationales de moins de 19 ans (U19). Elle est organisée par l'Union cycliste internationale. 

## Résultats

### Épreuves
| Date         | Épreuve                                               | Pays      | Vainqueur            | Deuxième                   | Troisième                | Leader (nations) |
| ------------ | ----------------------------------------------------- | --------- | -------------------- | -------------------------- | ------------------------ | ---------------- |
| 8 février    | Championnats d'Asie du contre-la-montre juniors       | Birmanie  | Marina Kurnossova    | Yuno Ishigami              | Lee Sze-wing             | Kazakhstan       |
| 11 février   | Championnats d'Asie sur route juniors                 | Birmanie  | Vivien Chiu          | Anna Iwamoto               | Marina Kurnossova        | Kazakhstan       |
| 15 février   | Championnats d'Afrique du contre-la-montre juniors    | Rwanda    | Desiet Kidane        | Kasahun Tsadkan Gebremedhn | Zayid Hailu              | Kazakhstan       |
| 17 février   | Championnats d'Afrique sur route juniors              | Rwanda    | Desiet Kidane        | Furtuna Kasahun            | Zayid Hailu              | Érythrée         |
| 18 mars      | Trofeo Da Moreno-Piccolo Trofeo Alfredo Binda juniors | Italie    | Pfeiffer Georgi      | Jade Wiel                  | Vittoria Guazzini        | Grande-Bretagne  |
| 23 mars      | Championnats d'Océanie du contre-la-montre juniors    | Australie | Anya Louw            | Phoebe Young               | Sarah Gigante            | Grande-Bretagne  |
| 25 mars      | Championnats d'Océanie sur route juniors              | Australie | Sarah Gigante        | Jenna Merrick              | Connie O'Brien           | Grande-Bretagne  |
| 25 mars      | Gand-Wevelgem juniors                                 | Belgique  | Victoire Berteau     | Lonneke Uneken             | Pernille Larsen Feldmann | France           |
| 4-7 avril    | Healthy Ageing Tour                                   | Pays-Bas  | Pfeiffer Georgi      | Marta Jaskulska            | Lonneke Uneken           | Pays-Bas         |
| 20-22 avril  | Circuit de Borsele juniors                            | Pays-Bas  | Britt Knaven         | Pfeiffer Georgi            | Hannah Ludwig            | Pays-Bas         |
| 12 juillet   | Championnat d'Europe du contre-la-montre juniors      | Tchéquie  | Vittoria Guazzini    | Hannah Ludwig              | Marta Jaskulska          | Pays-Bas         |
| 14 juillet   | Championnat d'Europe sur route juniors                | Tchéquie  | Aigul Gareeva        | Vittoria Guazzini          | Hannah Ludwig            | Pays-Bas         |
| 24 septembre | Championnats du monde du contre-la-montre juniors     | Autriche  | Rozemarijn Ammerlaan | Camilla Alessio            | Elynor Bäckstedt         | Pays-Bas         |
| 27 septembre | Championnats du monde sur route juniors               | Autriche  | Laura Stigger        | Marie Le Net               | Simone Boilard           | Pays-Bas         |

### Classement final par nations
| #  | Pays            | Pts. |
| -- | --------------- | ---- |
| 1  | Pays-Bas        | 133  |
| 2  | Grande-Bretagne | 122  |
| 3  | France          | 115  |
| 4  | Italie          | 92   |
| 5  | Belgique        | 66   |
| 6  | Allemagne       | 46   |
| 7  | Suède           | 45   |
| 8  | Pologne         | 44   |
| 9  | Russie          | 35   |
| 10 | Éthiopie        | 26   |